# Madeleine Hartog-Bel Houghton
Madeleine Antonia Hartog-Bel Houghton (Camaná, 12 de junio de 1946) es una exreina de belleza peruana que fue elegida Miss Mundo 1967, representando a Perú.

## Biografía
Hija de Alfredo Hartog Granadino de ascendencia británica, exalcalde de Camaná, y de Henriette Bel Houghton, perteneciente a una de las emblemáticas familias de Sullana.
Luego de pasar su niñez en Camaná se mudó a Piura. Fue elegida Miss Perú Universo en 1966, como Miss Piura. Emigró luego a Francia en donde se desempeñó como modelo en la Agence Dorian Leigh, la agencia de modelos más importante de Francia. En el mismo año 1966, participó en el concurso de Miss Universo y llegó a quedar entre las semifinalistas.

## Miss Perú Mundo
A los 21 años, el año siguiente, obtuvo el título de Miss Perú Mundo, como Miss Piura y ganó el certamen de Miss Mundo, en el Lyceum Ballroom, Londres, Reino Unido, el 16 de noviembre de 1967.

## Miss Mundo 1967
Como Miss Mundo, tuvo muchos compromisos. A fines de 1967, aceptó la invitación para una gira junto al actor Bob Hope, la cantante Barbara McNair y la actriz Raquel Welch, para realizar una visita de cortesía navideña a las tropas norteamericanas dentro del área geográfica de la Guerra de Vietnam. Entre el 19 al 29 de diciembre de 1967, el grupo de artistas llevó 17 presentaciones en todo el sur de Vietnam y la frontera con Tailandia.
Posteriormente, en Australia, fue declarada Presidenta Vitalicia del evento nacional de la belleza y puso el cetro a su sucesora Penelope Plummer.
En 1994 retornó brevemente al Perú y fue presidenta del jurado en el certamen Miss Perú de ese año.
En la actualidad vive en una isla en el Estado de Florida, EE.UU.

## Categoría
- Inmigración británica en el Perú